# Wim Stroetinga
Wim Stroetinga (Drachten, 23 mei 1985) is een voormalig Nederlands wielrenner. Hij is de jongere broer van marathonschaatser Arjan Stroetinga.

## Loopbaan

### Jeugd
Hij liet voor het eerst van zich horen in 2002, toen hij wereldkampioen scratch bij de junioren werd. Een jaar later in 2003 werd hij samen met Niels Pieters, Levi Heimans en Kevin Sluimer 2de achter Rusland tijdens het Europees kampioenschap ploegenachtervolging, tijdens de puntenkoers wist hij wel de titel te behalen voor de Belg Kenny De Ketele en de Tsjech Jiří Hochmann. Een paar maanden later won hij tijdens het Wereldkampioenschap ploegkoers aan de zijde van Niels Pieters een bronzen medaille.
Vanaf 2004 reed hij bij de beloften, ook hier trok hij de goede lijn door. Tijdens het EK ploegenachtervolging te Valencia reed hij samen met Geert-Jan Jonkman, Jos Pronk en Levi Heimans naar een 2de plaats achter het Oekraïense kwartet. Met de eerstgenoemde won hij ook de UIV-Cup van de Zesdaagse van Amsterdam. In december van dat jaar won hij ook zijn eerste Nederlandse titel bij de elite, in de scratch hield hij Robert Slippens en Niki Terpstra af.
Vanaf 1 januari 2005 tekende hij een profcontract bij Löwik Meubelen. Hij reed nu zijn meeste wedstrijden bij de elite, enkel de EK's en WK's reed hij tot en met 2007 bij de beloften. Zo werd hij in 2006 nog Europees kampioen Scratch te Athene waar hij Geraint Thomas en Ivan Kovalev versloeg.

### Elite
In 2005 brak hij op nationaal niveau door op de weg, met zeges in de Ronde van Midden-Nederland en het OZ Wielerweekend. Verder prolongeerde hij zijn Nederlandse titel in de scratch, en werd hij 2de in de puntenkoers achter Terpstra. Ook behaalde hij zijn eerste Wereldbeker zege, in Sydney won hij de scratch voor Alex Rasmussen en Greg Henderson.
Voor 2006 veranderde hij van team, hij kwam vanaf toen uit voor het P3 Transfer-Fondas team. Met overwinningen in onder andere Olympia's Tour, bevestigde hij zijn capaciteiten. Ook op de piste bevestigde hij met 2 nationale titels. In de scratch werd hij stilaan onklopbaar, en samen met Niki Terpstra versloeg hij de duo's Jeff Vermeulen/Pim Ligthart en Aart Vierhouten/Kenny van Hummel in de strijd om de driekleur in de ploegkoers.
Sinds 2007 maakt hij deel uit van het Ubbink - Syntec Cycling Team. Het seizoen begon uitstekend voor Stroetinga, op de wereldkampioenschappen voor profs haalde tijdens de scratch het zilver achter Wong Kam-Po uit Hongkong. Diens verrassende ontsnapping was net niet in te halen, maar Stroetinga versloeg met zijn eindsprint de rest van het veld. Later dat seizoen behaalde hij op het NK vier medailles.
In 2008 was het grote doel voor Stroetinga het winnen van de wereldtitel scratch. Zijn voorbereiding liep via de wereldbekers van L.A. en Kopenhagen, hij werd er respectievelijk 3de en 1ste. Tijdens het WK liet hij zich verrassen door de onbekende Wit-Rus Alexander Lisovski en werd hij voor het 2de jaar op rij 2de. Hij spoelde zijn ontgoocheling weg door later dat jaar Elia Viviani en Robert Bartko te kloppen in de strijd voor de Europese omnium titel, en wereldbeker scratch van Manchester te winnen. Op het NK behaalde hij net als in 2007 4 medailles, ditmaal wel alleen gouden.
In 2009 wou Stroetinga zich enkel nog op de weg focussen daarom tekende hij voor 2 jaar bij de Duitse Pro-Tour ploeg Milram. Hij vierde zijn debuut in de Tour Down Under, hier spurtte hij tijdens het voorafgaande Criterium naar een 2de plek achter Robbie McEwen. Voor de rest van het seizoen bleef hij onder de verwachtingen, en ook 2010 bracht niet wat er van hem verwacht werd. Na het opheffen van Team Milram zat Stroetinga een tijd zonder ploeg. In april 2011 werd bekend dat hij een contract getekend had bij het Ubbink-Koga Cycling Team.
In 2011 was hij succesvol in wedstrijden van nationale allure. Zo won hij onder andere etappes in de Olympia's Tour en de Ronde van Midden-Nederland. Op de piste ging hij zich steeds meer toeleggen op het rijden van Zesdaagses, meestal aan de zijde van land- en ploeggenoot Peter Schep. Zo werden ze in de Zesdaagse van Vlaanderen-Gent 2e. Op het einde van dit seizoen werd hij samen met Jenning Huizenga, Arno van der Zwet en Levi Heimans 3e tijdens de wereldbeker van Astana op de ploegenachtervolging. Hierdoor plaatste hij zich voor de olympische spelen van het daaropvolgende jaar.
In 2012 waren die Spelen het hoofddoel van zijn seizoen. Als voorbereiding reed samen met Schep de Zesdaagse van Rotterdam, die zij wonnen; op het WK trad hij ook aan. Tijdens de scratch race moest hij enkel Ben Swift en Nolan Hoffman laten voorgaan. Hierna volgde een succesvolle wegcampagne waarna hij op 2 augustus samen met Levi Heimans, Jenning Huizenga en Tim Veldt aantrad tijdens de olympische ploegenachtervolging, ze eindigden als 7de. Eind 2012 behaalde Stroetinga zijn eerste grote zege op de weg. Hij won de Nationale Sluitingsprijs in het Belgische Putte-Kapellen.
2013 was een moeilijk jaar voor Wim Stroetinga. Op de weg boekte hij maar 1 zege, de 6de rit in de Olympia's tour, dit was tevens al zijn 6de ritzege in deze Nederlandse etappewedstrijd. In oktober trad hij in het Vlaams Wielercentrum Eddy Merckx aan in de Scratch race van de International Belgian Open. Hier wist hij te winnen voor Mark Cavendish. Ook werd hij in de zesdaagsen van Gent en Amsterdam telkens 2e. Op het NK wist hij samen met Jens Mouris wel de ploegkoers te winnen.
2014 begon voor hem meteen met een zege, in de Zesdaagse van Bremen boekte hij aan de zijde van de Duitser Leif Lampater zijn 2de zesdaagse zege. Verder won hij in mei vier etappes in Olympia's Tour. Na het teloorgaan van zijn ploeg Koga, moest Stroetinga op zoek naar een nieuwe ploeg voor 2015. Deze vond hij bij Parkhotel Valkenburg
In 2016 werd hij derde bij het NK op de weg.
In 2017 behaalde Wim Stroetinga samen met zijn, inmiddels, vaste koppelmaat Yoeri Havik de zege in de zesdaagse van Berlijn. Verder behaalden zij podiumplaatsen in de zesdaagse van Bremen en Kopenhagen. In 2018 werd de zesdaagse van Berlijn voor de tweede maal gewonnen.
In september 2020 maakte Stroetinga bekend te stoppen als professioneel wielrenner.

## Overwinningen

### Wegwielrennen
2005 - 2 zeges
- Ronde van Midden-Nederland
- 3e etappe OZ Wielerweekend

2006 - 1 zege
- 4e etappe in Olympia's Tour

2011 - 4 zeges
- 2e, 3e en 4e etappe Olympia's Tour
- Ronde van Midden-Nederland

2012 - 3 zeges
- 1e etappe Ronde van Overijssel
- 1e etappe Olympia's Tour
- Nationale Sluitingsprijs

2013 - 1 zege
- 6e etappe Olympia's Tour

2014 - 6 zeges
- PWZ Zuidenveldtour
- 3e, 4e, 5e en 6e etappe Olympia's Tour
- Ronde van Midden-Nederland

2015 - 4 zeges
- Himmerland Rundt
- 1e B, 3e, 5e B etappe Olympia's Tour

2016 - 1 zege
- 5e etappe Ster ZLM Toer

### Baanwielrennen
| Jaar     | NK                                               | EK                                 | WK         | Overig                                        |
| Junioren | Junioren                                         | Junioren                           | Junioren   | Junioren                                      |
| -------- | ------------------------------------------------ | ---------------------------------- | ---------- | --------------------------------------------- |
| 2002     |                                                  |                                    | scratch    |                                               |
| 2003     | keirin · puntenkoers                             | puntenkoers · ploegenachtervolging | ploegkoers |                                               |
| Beloften |                                                  |                                    |            |                                               |
| 2004     |                                                  | ploegenachtervolging               |            | UIV Cup Amsterdam                             |
| 2005     |                                                  | scratch                            |            |                                               |
| 2006     |                                                  | scratch                            |            |                                               |
| 2007     |                                                  | ploegkoers                         |            |                                               |
| Elites   |                                                  |                                    |            |                                               |
| 2004     | scratch                                          |                                    |            |                                               |
| 2005     | scratch · puntenkoers                            |                                    |            | WB Sydney: scratch                            |
| 2006     | ploegkoers scratch                               |                                    |            |                                               |
| 2007     | ploegkoers · scratch · achtervolging puntenkoers |                                    | scratch    |                                               |
| 2008     | achtervolging madison puntenkoers scratch        | omnium                             | scratch    | WB Kopenhagen: scratch WB Manchester: scratch |
| 2009     |                                                  |                                    |            |                                               |
| 2010     | scratch                                          |                                    |            |                                               |
| 2011     | 50km · ploegkoers puntenkoers scratch            |                                    |            |                                               |
| 2012     | puntenkoers                                      |                                    | scratch    |                                               |
| 2013     | ploegkoers · puntenkoers                         |                                    |            | Gent: scratch                                 |
| 2014     |                                                  |                                    |            | Londen: puntenkoers                           |
| 2015     | achtervolging puntenkoers · derny                |                                    |            | Anadia: scratch                               |
| 2016     |                                                  | scratch                            |            |                                               |
| 2017     | ploegkoers · scratch                             |                                    |            | Wieler 3 daagse Alkmaar                       |
| 2018     | scratch ploegkoers                               |                                    |            |                                               |
| 2019     | ploegkoers                                       | scratch                            |            |                                               |

### Zesdaagsen
| Nr. | Jaar | Zesdaagse van | Samen met      |
| --- | ---- | ------------- | -------------- |
| 1   | 2012 | Rotterdam     | Peter Schep    |
| 2   | 2014 | Bremen        | Leif Lampater  |
| 3   | 2017 | Berlijn       | Yoeri Havik    |
| 4   | 2018 | Berlijn       | Yoeri Havik    |
| 5   | 2018 | Londen        | Yoeri Havik    |
| 6   | 2019 | Manchester    | Yoeri Havik    |
| 7   | 2020 | Rotterdam     | Yoeri Havik    |
| 8   | 2020 | Berlijn       | Moreno De Pauw |

## Privé
Stroetinga is getrouwd met oud-wielrenster Roxane Knetemann.